# Buddy Steps Out
Pour plus de détails, voir Fiche technique et Distribution.
Buddy Steps Out est un dessin animé américain réalisé par Jack King, produit par la Warner Bros. Pictures, dans la série des Buddy (Looney Tunes), sorti en 1935.
Il a été réalisé par Jack King et produit par Leon Schlesinger est crédité comme producteur associé.

## Fiche technique
- Titre original : Buddy Steps Out
- Réalisation : Jack King
- Producteurs : Leon Schlesinger
- Musique : Norman Spencer et Bernard Brown
- Production : Leon Schlesinger Studios
- Distribution : Warner Bros. Pictures
- Format : noir et blanc - mono
- Langue : anglais
- Pays : États-Unis
- Genre : Dessin-animé
- Durée : 6 minutes
- Date de sortie : USA : 20 juillet 1935
- Licence : Domaine public[1]